# استخوان کف‌پایی چهارم
استخوان متاتارسال چهارم (به انگلیسی: Fourth Metatarsal Bone)، استخوان بلند کف پاست. این استخوان، کوچکتر از استخوان متاتارسال سوم و از نظر بلندی کوتاه ترین (و کوچکترین) استخوان، از پنج استخوان متاتارسال است. استخوان متاتارسال چهارم، مشابه با استخوان متاکارپال چهارم است.